# Antonov An-72
L'Antonov An-72 (in cirillico Антонов Ан-72, nome in codice NATO Coaler) è un bimotore turboventola da trasporto tattico ad ala alta progettato dall'OKB 153 diretto da Oleg Konstantinovič Antonov e sviluppato in Unione Sovietica negli anni settanta.
Concepito per sostituire il precedente aereo da trasporto militare An-26, viene usato prevalentemente da compagnie aeree civili.

## Storia

### Sviluppo
L'An-72 è stato concepito negli anni settanta per sostituire l'aereo da trasporto militare An-26. Il primo prototipo dell'An-72 venne portato in volo per la prima volta il 31 agosto 1977, ma la piena operatività dei primi otto modelli prodotti (ed ampiamente modificati rispetto al progetto originario) non arrivò che circa dieci anni dopo, nel dicembre 1985. Di questi otto esemplari, due erano stati modificati appositamente per operare in condizioni climatiche estreme nelle regioni della Russia del Nord e del Polo Nord ed erano stati poi denominati Antonov An-74 (nome in codice NATO Coaler-B). La produzione, terminata nel 2004, ha visto la costruzione di 133 An-72 e 62 An-74. Il 16 gennaio 2021, il governo dell'Ucraina stava valutando la possibilità di riprendere la produzione del velivolo cargo Antonov-74, sia per l'Aeronautica Militare ucraina, sia per l'esportazione.

## Descrizione tecnica

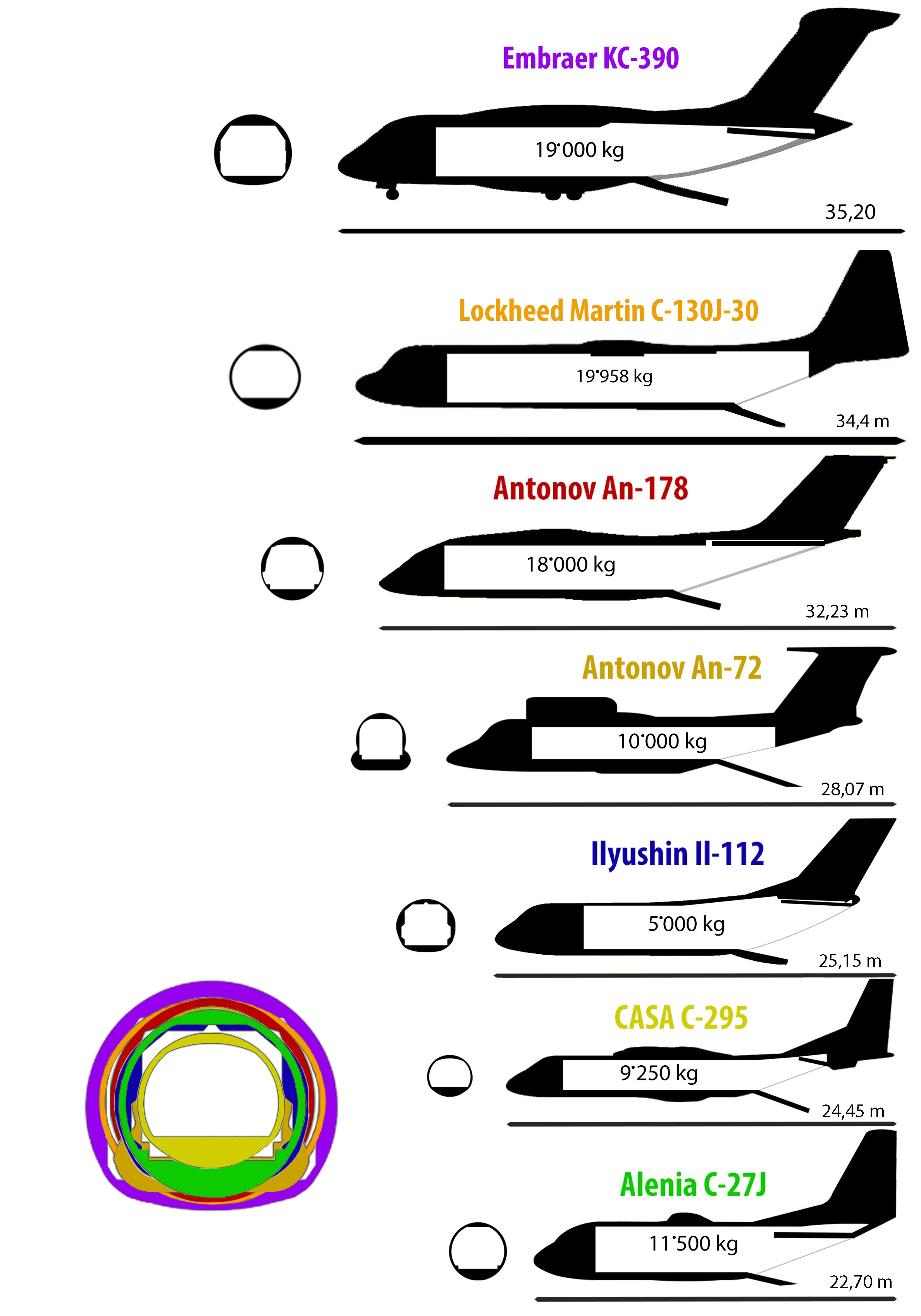
Confronto del An-72 con altri aerei cargo

L'An-72 è un velivolo da trasporto ad ala alta caratterizzato dalla particolare posizione dei motori.
Al fine di migliorare le capacità STOL del modello, i gas di scarico delle turbine soffiano sulla parte superiore dell'ala e, grazie all'effetto Coandă, generano un aumento della velocità del flusso sul dorso del profilo aumentando di conseguenza la portanza.
Altre caratteristiche salienti sono la rampa posteriore per l'imbarco delle merci ed un carrello d'atterraggio molto resistente, in grado di operare su qualsiasi tipo di terreno. L'aereo è stato concepito per il trasporto militare tattico e dimensionato per il trasporto degli automezzi militari come la GAZ-69 e l'UAZ-469.

## Versioni
- An-71, una versione sperimentale abbandonata dell'aereo-radar.
- An-72A, una versione cargo.
- An-72O, una versione dell'aereo per il trasporto executive.
- An-72P, per servizi di guardia costiera. L'armamento comprende un cannone GSh-23L a doppia canna da 23 mm con 250 colpi, due razziere UB-32 per razzi S-5 da 57 mm, quattro bombe da 100 kg.[4]
- An-74A, una versione cargo allargata dell'An-74.
- An-74T, cargo.
- An-74TK-100, versione convertibile passeggeri-cargo.
- An-74TK-200, versione per il trasporto di 52 passeggeri.
- An-74TK-200TTO, versione militare per le operazioni del trasporto tattico.
- An-74TK-200TT, versione militare per le operazioni del trasporto di 62 militari.
- An-74TK-200PA, versione militare PA (in inglese: Paratroop airdropping) per il trasporto di 42 paracadutisti.
- An-74TK-200MA, versione militare MA (in inglese: Material paradropping) per il lancio con dei paracadute di 7,5 t di materiali.
- An-74TK-200M, versione speciale M (in inglese: Medevac) per il trasporto di 42 corpi sulle barelle.
- An-74TK-200MPS, versione militare MPS (in inglese: Maritime patrol and surveillance) per il pattugliamento marittimo e la sorveglianza con lo scopo dell'individuazione, l'identificazione e la localizzazione di navi. Le camere installate sull'aereo permettono effettuare il monitoraggio di giorno e di notte a velocità da 350 a 670 km/h in altitudine 300-10100 m sul livello del mare con l'autonomia di 8 ore di volo.
- An-74TK-200ITS, la versione speciale del An-74TK-200 denominata ITS (in inglese: Intensive Therapy Station; in italiano: Stazione da Terapia Intensiva).
- An-74P-200D, executive.
- An-74TK-300, lo sviluppo ulteriore del modello An-74TK-200 per il trasporto di 52 passeggeri.
- An-74TK-300 VIP, la denominazione comune delle versioni business e VIP del An-74TK-300 prodotti in 6 varianti diversi.
- An-74TK-300T, la versione cargo del An-74TK-300.
- An-74TK-300TC, la versione cargo convertibile per il trasporto dei passeggeri.
- An-74TK-300ITS, la versione speciale del An-74TK-300 denominata ITS (in inglese: Intensive Therapy Station; in italiano: Stazione da Terapia Intensiva).

## Utilizzatori

### Civili

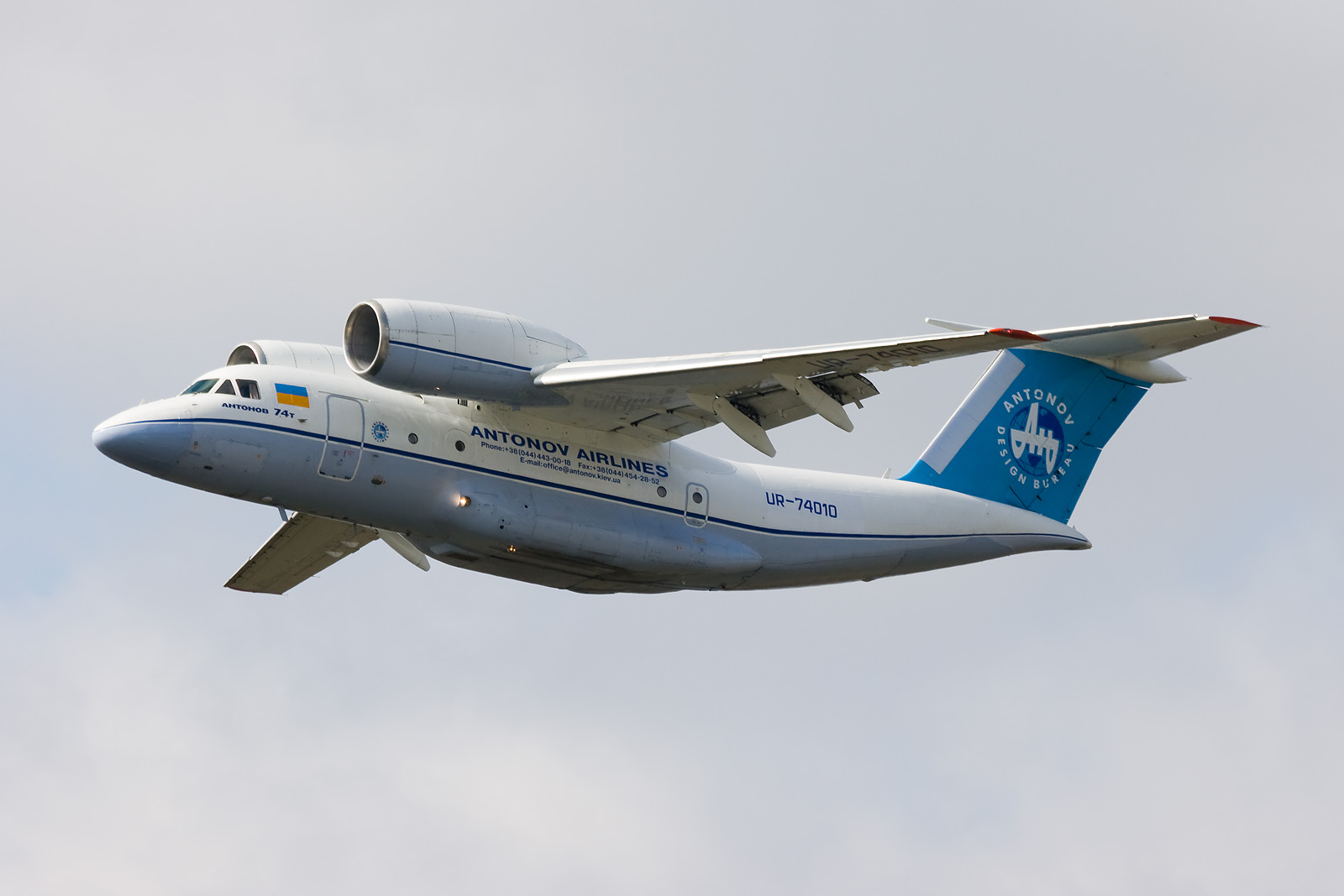
Antonov An-74 della ucraina Antonov Airlines

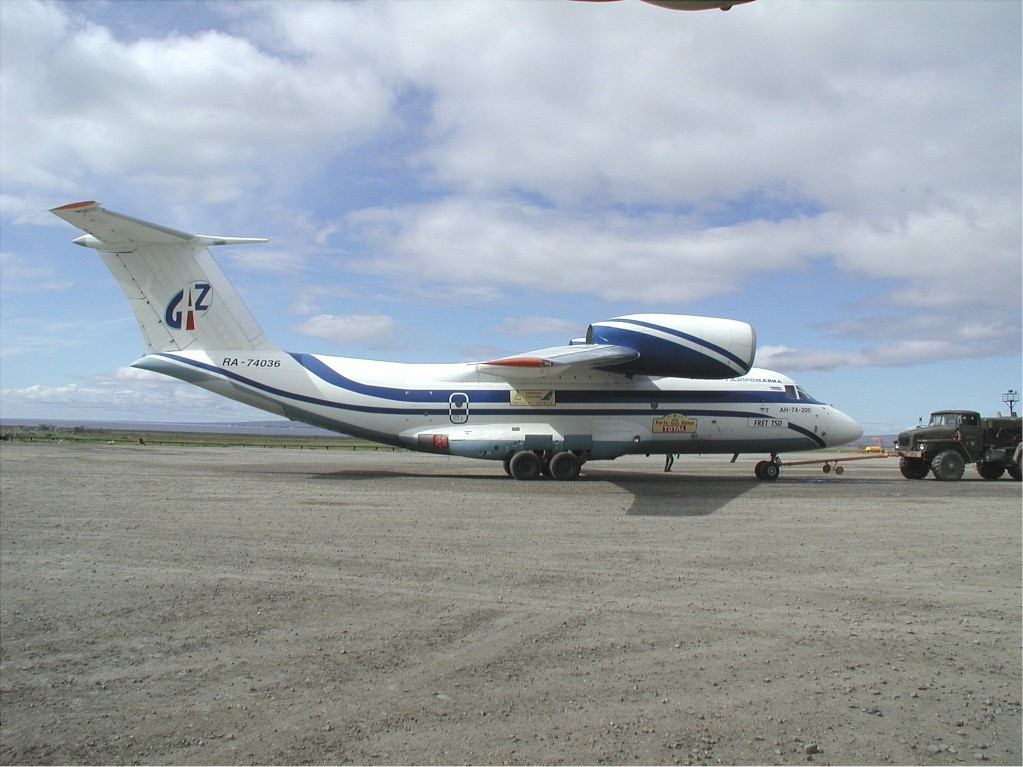
Antonov An-74-200 della russa Gazpromavia

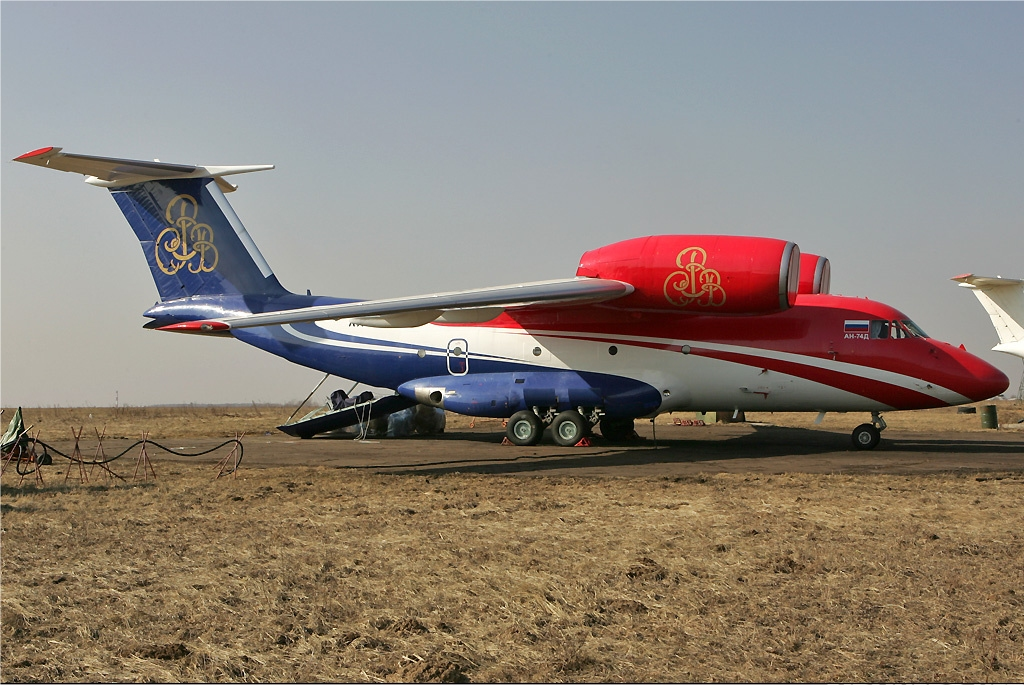
Antonov An-74D della russa Shar Ink

All'agosto 2006 erano ancora 51 gli esemplari, tra An-72 ed An-74, ad essere operativi nel servizio aereo di linea. Quelle che avevano il maggior numero di esemplari erano Badr Airlines (3), Air Armenia (3), Enimex (5), Gazpromavia (12), e Shar Ink (8). Altre 17 compagnie aeree operano/operavano con un numero minore di esemplari.
 Armenia
- Air Armenia

 Bielorussia
- Grodnoavia

 Estonia
- Enimex

 Russia
- Gazpromavia
- Korjakavia
- Shar Ink
- Uktus-Avia
- UTair

 Unione Sovietica
- Aeroflot

 Sudan
- Badr Airlines

 Ucraina
- Antonov Airlines

### Militari

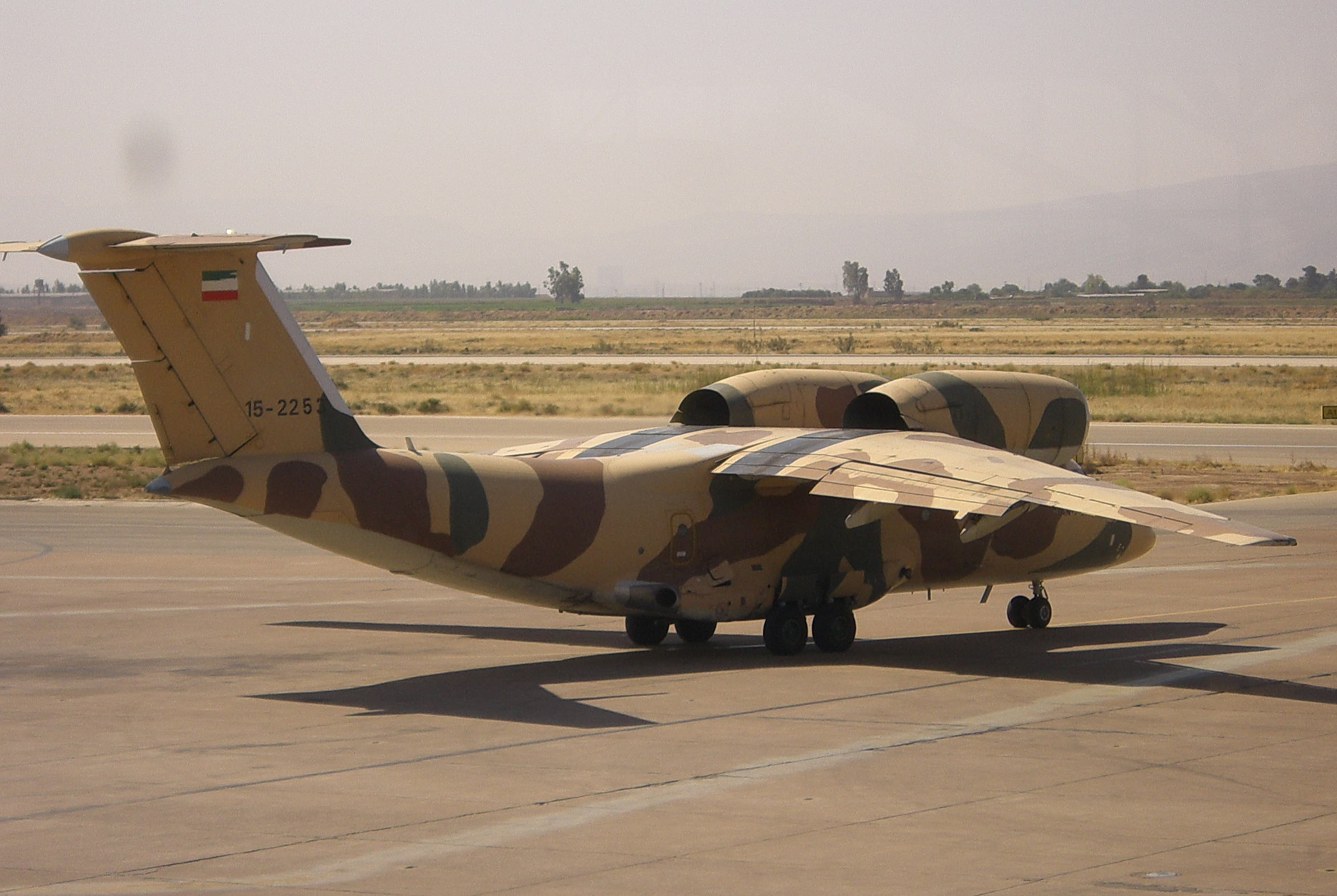
Antonov An-74T della Niru-ye Havayi-ye Artesh-e Jomhuri-ye Eslami-e Iran, la Forza aerea iraniana

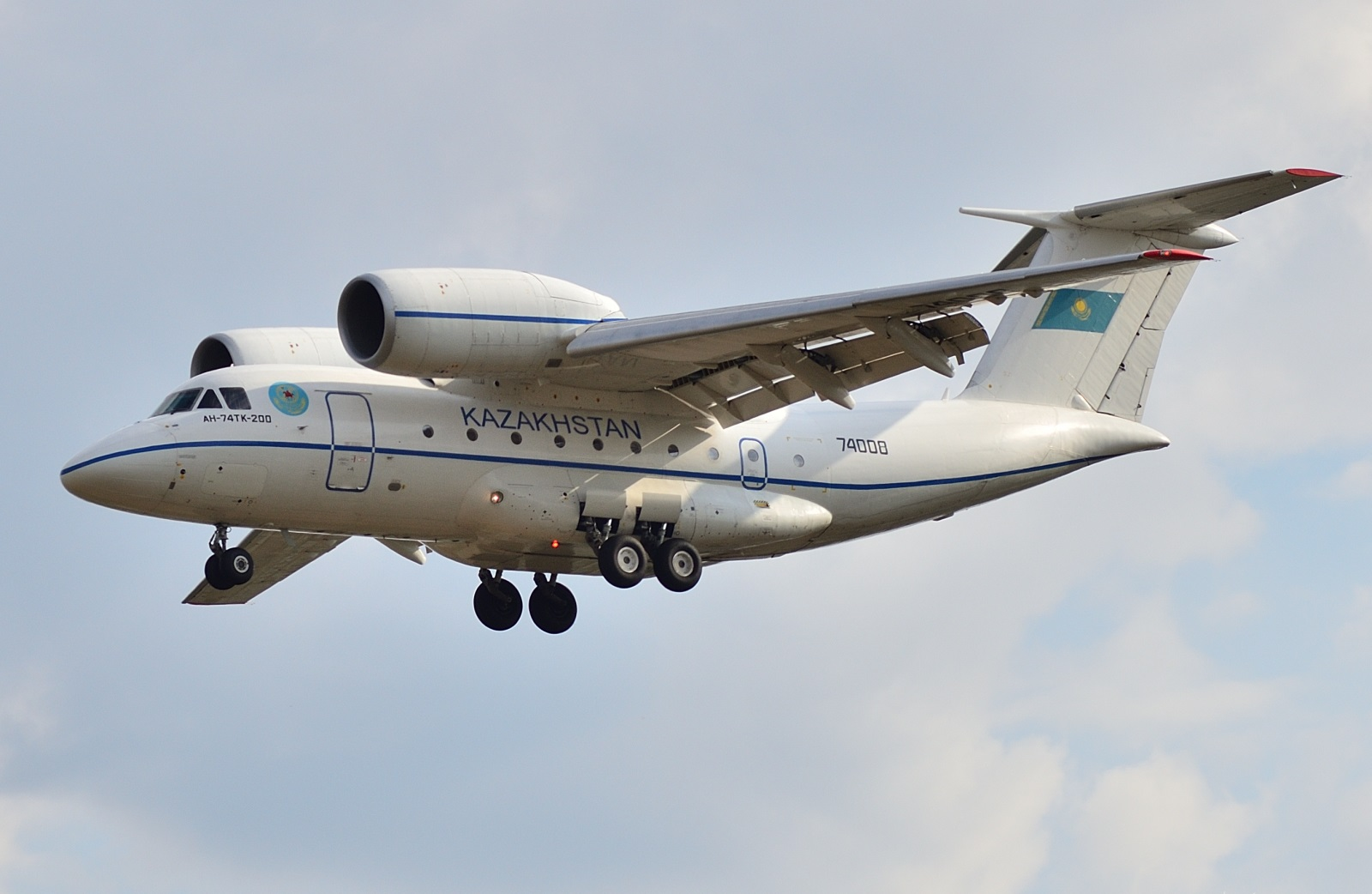
Antonov An-74TK-200 dell'aviazione della Guardia di frontiera kazaka nel 2020

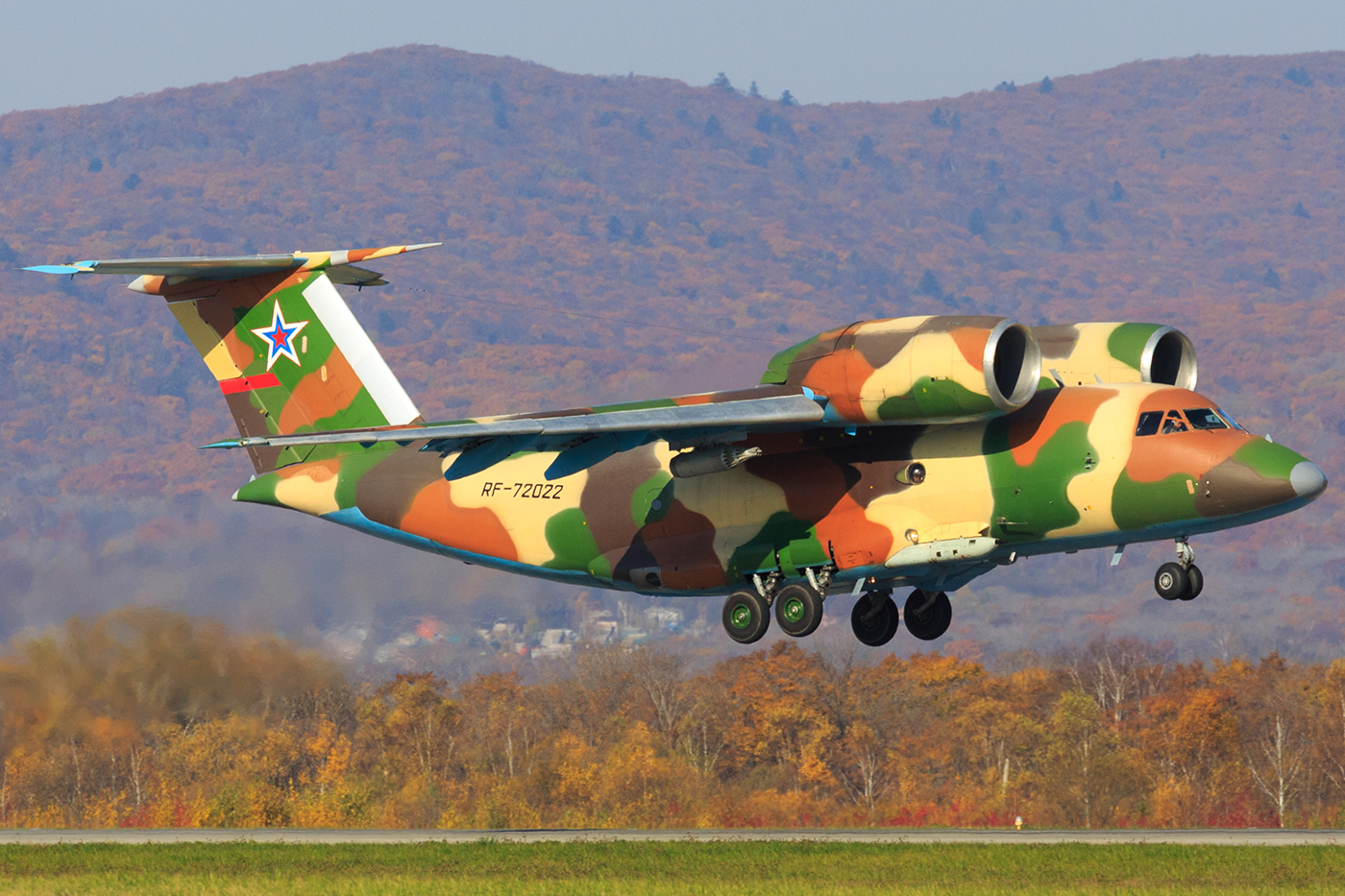
Antonov An-72P dell'aviazione dell'FSB russa nel 2015

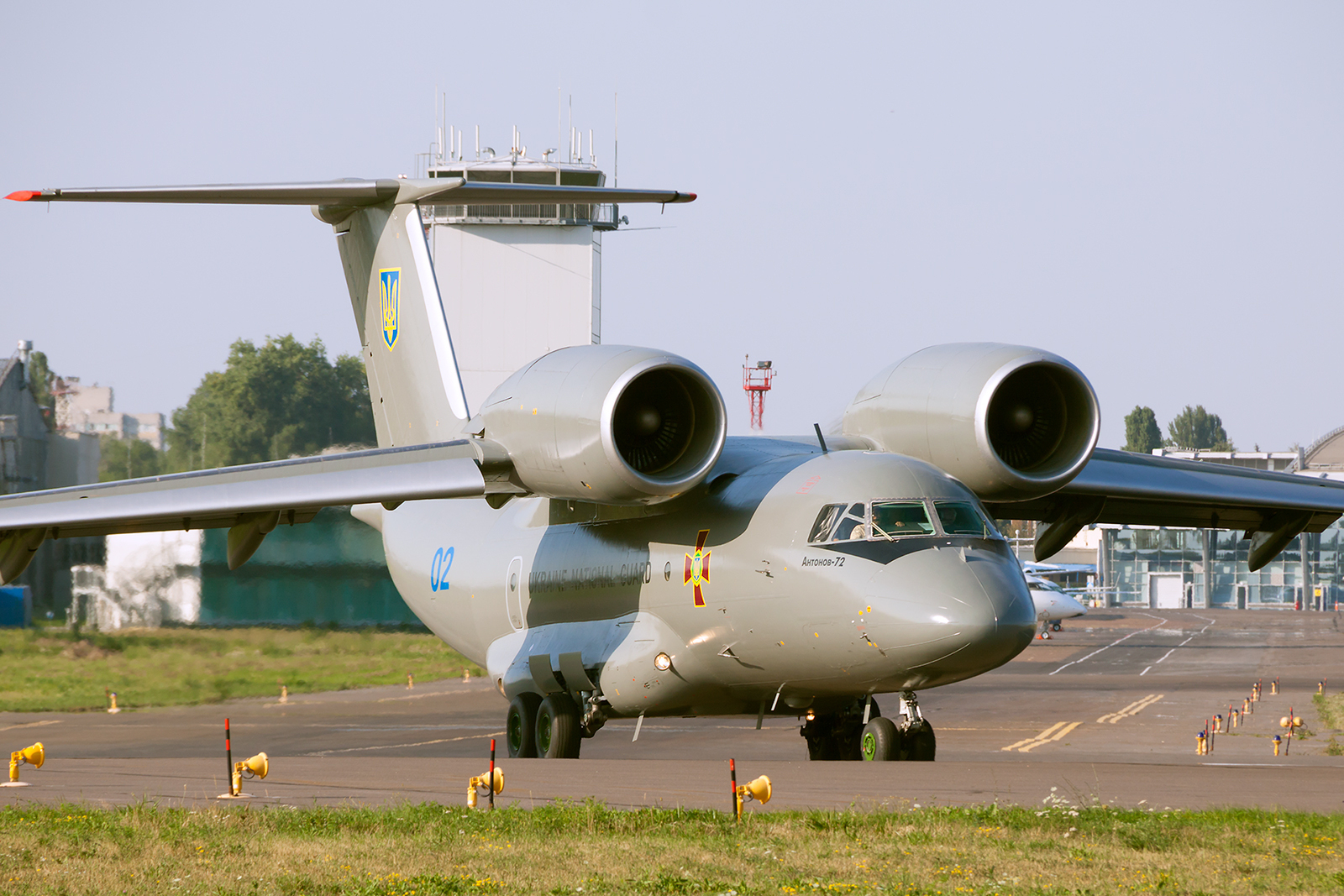
Antonov An-72 dell'aviazione della Guardia nazionale ucraina nel 2015

Angola
- Força Aérea Nacional Angolana

5 tra An-72 e An-74 in servizio al 2015.
 Egitto
- Al-Quwwat al-Jawwiya al-Misriyya

3 An-74TK-200A consegnati, a fronte di un ordine più ampio mai completato.
 Georgia
- Sak'art'velos samxedro-sahaero dzalebi

 Guinea Equatoriale
- Fuerza Aérea de Guinea Ecuatorial

2 An-72P consegnati, in organico al luglio 2021, ma probabilmente non operativi ed interessati da un programma di revisione.
 Iran
- Niru-ye Havayi-ye Artesh-e Jomhuri-ye Eslami-e Iran

12 An-74T-200 consegnati, 7 servizio al novembre 2021.
 Kazakistan
- Forza di difesa aerea della Repubblica del Kazakistan

1 An-72-100 consegnato, 2 in servizio al 2023.
- Aviazione della Guardia di frontiera kazaka

1 An-74T e 1 An-74TK-200  in servizio al 2023.
 Libia
- Al-Quwwat al-Jawwiyya al-Libiyya

1 An-72 consegnato.
 Moldavia
- Moldovan Air Force

opera con 2 esemplari.
 Russia
- Vozdušno-kosmičeskie sily

26 esemplari in servizio al dicembre 2017.
- Morskaja aviacija Voenno-morskogo flota

opera con 6 esemplari al dicembre 2017.
- Aviazione della Rosgvardija

6 An-72 in servizio al 2023.
- Aviazione dell'FSB russa

diversi An-72 in servizio al 2023.
 Sudan
- Al-Quwwat al-Jawwiyya al-Sudaniyya

1 An-72 in servizio al luglio 2019.
 Ucraina
- Aviazione della Guardia nazionale ucraina

2 An-72 in servizio al 2023.
- Aviazione della Guardia di frontiera ucraina

diversi An-72 in servizio al 2023.

## Incidenti
Lista non esaustiva.
- 29 luglio 2017 - Un An-74TK-100 della CAVOK Air, marche UR-CKC, subisce un bird strike durante la procedura di decollo dall'Aeroporto Internazionale São Tomé. Dopo l'interruzione del decollo da parte dei piloti, prosegue la sua corsa oltre il limite della pista riportando danni non riparabili[19].
- 9 ottobre 2019 - Un An-74T-100 della Mars Avia, marche EK-74008, a causa di un problema tecnico, atterra all'Aeroporto Internazionale Aden Adde di Mogadiscio con i carrelli retratti, strisciando sulla pista (Belly landing). Non vengono riportati feriti tra i membri dell'equipaggio[20][21].

## Velivoli comparabili
Stati Uniti
- Boeing YC-14
- McDonnell Douglas YC-15